# Canada op de Olympische Winterspelen 1994
Tijdens de Olympische Winterspelen van 1994, die in Lillehammer (Noorwegen) werden gehouden, nam Canada voor de zeventiende keer deel.

## Medailleoverzicht
| Sport          | Olympiër                                                           | Discipline           | Medaille |
| -------------- | ------------------------------------------------------------------ | -------------------- | -------- |
| Biatlon        | Myriam Bédard                                                      | 7,5 km (v)           | Goud     |
| Biatlon        | Myriam Bédard                                                      | 15 km (v)            | Goud     |
| Freestyleskiën | Jean-Luc Brassard                                                  | moguls (m)           | Goud     |
| Freestyleskiën | Philippe LaRoche                                                   | aerials (m)          | Zilver   |
| Kunstrijden    | Elvis Stojko                                                       | mannen               | Zilver   |
| Schaatsen      | Susan Auch                                                         | 500 m (v)            | Zilver   |
| Shorttrack     | Nathalie Lambert                                                   | 1000 m (v)           | Zilver   |
| Shorttrack     | Christine Boudrias Isabelle Charest Sylvie Daigle Nathalie Lambert | 3000 m aflossing (v) | Zilver   |
| IJshockey      | Olympisch team                                                     | mannen               | Zilver   |
| Alpineskiën    | Ed Podivinsky                                                      | afdaling (m)         | Brons    |
| Freestyleskiën | Lloyd Langlois                                                     | aerials (m)          | Brons    |
| Kunstrijden    | Isabelle Brasseur Lloyd Eisler                                     | paarrijden           | Brons    |
| Shorttrack     | Marc Gagnon                                                        | 1000 m (m)           | Brons    |

## Deelnemers en resultaten
(m) = mannen, (v) = vrouwen 

### Alpineskiën
| Olympiër           | Discipline       | Resultaat | Prestatie                                   |
| ------------------ | ---------------- | --------- | ------------------------------------------- |
| Rob Crossan        | reuzenslalom (m) | 20e       | 2.56,10 (+3,64) 1.30,85+1.25,25             |
| Rob Crossan        | slalom (m)       | dnf-2     | opgave run 2 1.03,45+dnf                    |
| Thomas Grandi      | reuzenslalom (m) | 16e       | 2.54,76 (+2,30) 1.29,97+1.24,79             |
| Thomas Grandi      | slalom (m)       | 14e       | 2.05,54 (+3,52) 1.03,48+1.02,06             |
| Cary Mullen        | afdaling (m)     | dnf       | opgave                                      |
| Cary Mullen        | super g (m)      | 24e       | 1.34,84 (+2,31)                             |
| Cary Mullen        | combinatie (m)   | dnf-s1    | opgave slalom run 1 afdaling: 1.37,33       |
| Ed Podivinsky      | afdaling (m)     | Brons     | 1.45,87 (+0,12)                             |
| Ed Podivinsky      | super g (m)      | dnf       | opgave                                      |
| Ed Podivinsky      | combinatie (m)   | dnf-s1    | opgave slalom run 1 afdaling: 1.37,45       |
| Luke Sauder        | afdaling (m)     | 27e       | 1.47,45 (+1,70)                             |
| Ralf Socher        | afdaling (m)     | 31e       | 1.47,93 (+2,18)                             |
| Ralf Socher        | super g (m)      | dnf       | opgave                                      |
| Brian Stemmle      | super g (m)      | 26e       | 1.34,99 (+2,46)                             |
|                    |                  |           |                                             |
| Kerrin Lee-Gartner | afdaling (v)     | 19e       | 1.38,22 (+2,29)                             |
| Kerrin Lee-Gartner | super g (v)      | 8e        | 1.22,98 (+0,83)                             |
| Michelle Ruthven   | afdaling (v)     | 30e       | 1.38,88 (+2,95)                             |
| Michelle Ruthven   | super g (v)      | 25e       | 1.24,13 (+1,98)                             |
| Michelle Ruthven   | combinatie (v)   | dns-s1    | niet gestart slalom run 1 afdaling: 1.29,92 |
| Kate Pace          | afdaling (v)     | 5e        | 1.37,17 (+1,24)                             |
| Kate Pace          | super g (v)      | 12e       | 1.23,22 (+1,07)                             |
| Mélanie Turgeon    | reuzenslalom (v) | dnf-2     | opgave run 2 1.25,10+dnf                    |
| Mélanie Turgeon    | slalom (v)       | dnf-1     | opgave run 1                                |

### Biatlon
| Olympiër                                                  | Discipline             | Resultaat | Prestatie |
| --------------------------------------------------------- | ---------------------- | --------- | --- |
| Steve Cyr                                                 | 10 km (m)              | 26e       | 30.41,2 (+2.34,2) pen.: 3 (1 + 2)                                                                                            |
| Steve Cyr                                                 | 20 km (m)              | 43e       | 1:02.20,7 (+5.55,4) pen.: 6 (1 + 1 + 2 + 2)                                                                                  |
| Glenn Rupertus                                            | 10 km (m)              | 62e       | 32.47,7 (+4.40,7) pen.: 5 (4 + 1)                                                                                            |
| Glenn Rupertus                                            | 20 km (m)              | 49e       | 1:03.05,9 (+6.40,6) pen.: 5 (0 + 2 + 1 + 2)                                                                                  |
|                                                           |                        |           | |
| Myriam Bédard                                             | 7,5 km (v)             | Goud      | 26.08,8 pen.: 2 (0 + 2) |
| Myriam Bédard                                             | 15 km (v)              | Goud      | 52.06,6 pen.: 2 (0 + 1 + 0 + 1)                                                                                              |
| Kristin Berg                                              | 15 km (v)              | 51e       | 59.36,5 (+7.29,9) pen.: 6 (3 + 1 + 1 + 1)                                                                                    |
| Gillian Hamilton                                          | 7,5 km (v)             | 45e       | 28.43,0 (+2.34,2) pen.: 2 (0 + 2)                                                                                            |
| Lise Meloche                                              | 7,5 km (v)             | 37e       | 28.25,0 (+2.16,2) pen.: 1 (1 + 0)                                                                                            |
| Lise Meloche                                              | 15 km (v)              | 18e       | 55.27,4 (+3.20,8) pen.: 2 (0 + 0 + 0 + 2)                                                                                    |
| Team Jane Isakson Myriam Bédard Kristin Berg Lise Meloche | 4x7,5 km estafette (v) | 15e       | 2:02.22,7 (+15.03,2) pen.: 6 31.42,6 pen.: 0 (0 + 0) 27.20,9 pen.: 0 (0 + 0) 32.15,6 pen.: 3 (3 + 0) 31.03,6 pen.: 3 (0 + 3) |

### Bobsleeën
| Olympiër                                                   | Discipline              | Resultaat | Prestatie                                       |
| ---------------------------------------------------------- | ----------------------- | --------- | ----------------------------------------------- |
| Pierre Lueders Dave MacEachern                             | 2-mansbob (m) Canada I  | 7e        | 3.32,18 (+1,37) (52,63 / 53,25 / 53,11 / 53,19) |
| Chris Lori Glenroy Gilbert                                 | 2-mansbob (m) Canada II | 15e       | 3.33,49 (+2,68) (52,99 / 53,72 / 53,22 / 53,56) |
| Pierre Lueders Dave MacEachern Jack Pyc Pascal Caron       | 4-mansbob (m) Canada I  | 12e       | 3.29,57 (+1,79) (52,22 / 52,51 / 52,31 / 52,53) |
| Chris Lori Chris Farstad Sheridon Baptiste Glenroy Gilbert | 4-mansbob (m) Canada II | 11e       | 3.29,56 (+1,78) (52,11 / 52,32 / 52,57 / 52,56) |

### Freestyleskiën
| Olympiër          | Discipline  | Resultaat | Prestatie                           |
| ----------------- | ----------- | --------- | ----------------------------------- |
| Jean-Luc Brassard | moguls (m)  | Goud      | 27,24 p. (kwalificatie: 26,78 p.)   |
| John Smart        | moguls (m)  | 7e        | 24,96 p. (kwalificatie: 25,47 p.)   |
| Philippe LaRoche  | aerials (m) | Zilver    | 228,63 p. (kwalificatie: 222,65 p.) |
| Lloyd Langlois    | aerials (m) | Brons     | 222,44 p. (kwalificatie: 221,61 p.) |
| Andy Capicik      | aerials (m) | 4e        | 219,07 p. (kwalificatie: 207,29 p.) |
| Nicolas Fontaine  | aerials (m) | 6e        | 210,81 p. (kwalificatie: 206,64 p.) |
| Bronwen Thomas    | moguls (v)  | 9e        | 23,57 p. (kwalificatie: 23,40 p.)   |
| Katherina Kubenk  | moguls (v)  | 16e       | 21,08 p. (kwalificatie: 22,24 p.)   |
| Genevieve Fortin  | moguls (v)  | 19e       | dnq (kwalificatie: 21,72 p.)        |
| Julie Steggall    | moguls (v)  | 23e       | dnq (kwalificatie: 18,43 p.)        |
| Caroline Olivier  | aerials (v) | 8e        | 138,96 p. (kwalificatie: 153,03 p.) |
| Katherina Kubenk  | aerials (v) | 19e       | dnq (kwalificatie: 115,01 p.)       |

### Kunstrijden
| Olympiër                       | Discipline | Resultaat | Prestatie                                                 |
| ------------------------------ | ---------- | --------- | --------------------------------------------------------- |
| Elvis Stojko                   | mannen     | Zilver    | 3,0 p. (korte kür: 2 - lange kür: 2)                      |
| Kurt Browning                  | mannen     | 5e        | 9,0 p. (korte kür: 12 - lange kür: 3)                     |
| Sébastien Britten              | mannen     | 10e       | 15,0 p. (korte kür: 10 - lange kür: 10)                   |
| Josée Chouinard                | vrouwen    | 9e        | 13,0 p. (korte kür: 8 - lange kür: 9)                     |
| Susan Anne Humphreys           | vrouwen    | 26e       | dnq (korte kür: 26)                                       |
| Isabelle Brasseur Lloyd Eisler | paarrijden | Brons     | 4,5 p. (korte kür: 3 - lange kür: 3)                      |
| Kristy-Lee Sargeant Kris Wirtz | paarrijden | 10e       | 15,5 p. (korte kür: 11 - lange kür: 10)                   |
| Jamie Salé Jason Turner        | paarrijden | 12e       | 19,0 p. (korte kür: 14 - lange kür: 12)                   |
| Shae-Lynn Bourne Victor Kraatz | ijsdansen  | 10e       | 20,0 p. (verpl.1: 10 - verpl.2: 10 - org.: 10 - vrij: 10) |

### Langlaufen
| Olympiër      | Discipline                    | Resultaat | Prestatie                             |
| ------------- | ----------------------------- | --------- | ------------------------------------- |
| Dany Bouchard | 10 km klassiek (m)            | 49e       | 27.09,5 (+2.49,4)                     |
| Dany Bouchard | 30 km vrije stijl (m)         | 50e       | 1:23.06,9 (+10.40,5)                  |
| Dany Bouchard | 50 km klassiek (m)            | 51e       | 2:23.09,0 (+15.48,7)                  |
| Dany Bouchard | achtervolging 10 km+15 km (m) | 52e       | +7.24,4 (10 km:27.09 + 15 km:40.24,2) |

### Rodelen
| Olympiër             | Discipline | Resultaat | Prestatie                                             |
| -------------------- | ---------- | --------- | ----------------------------------------------------- |
| Clay Ives            | mannen     | 20e       | 3.26,686 (+5,115) (51,518 / 51,822 / 51,699 / 51,647) |
| Bob Gasper Clay Ives | dubbel     | 8e        | 1.37,691 (+0,971) (48,899 / 48,792)                   |

### Schaatsen
| Olympiër         | Discipline | Resultaat | Prestatie        |
| ---------------- | ---------- | --------- | ---------------- |
| Pat Bouchard     | 1500 m (m) | 38e       | 1.59,83 (+8,54)  |
| Sylvain Bouchard | 500 m (m)  | 11e       | 37,01 (+0,68)    |
| Sylvain Bouchard | 1000 m (m) | 5e        | 1.13,56 (+1,13)  |
| Mike Hall        | 5000 m (m) | 22e       | 6.59,58 (+24,62) |
| Mike Ireland     | 500 m (m)  | 26e       | 37,67 (+1,34)    |
| Sean Ireland     | 500 m (m)  | 17e       | 37,30 (+0,97)    |
| Sean Ireland     | 1000 m (m) | 16e       | 1.14,31 (+1,88)  |
| Pat Kelly        | 500 m (m)  | 12e       | 37,07 (+0,74)    |
| Pat Kelly        | 1000 m (m) | 6e        | 1.13,67 (+1,24)  |
| Pat Kelly        | 1500 m (m) | 24e       | 1.55,81 (+4,52)  |
| Neal Marshall    | 1500 m (m) | 7e        | 1.53,56 (+2,27)  |
| Neal Marshall    | 5000 m (m) | 17e       | 6.58,44 (+23,48) |
| Kevin Scott      | 1000 m (m) | 10e       | 1.13,82 (+1,39)  |
| Kevin Scott      | 1500 m (m) | 28e       | 1.56,68 (+5,39)  |
|                  |            |           |                  |
| Susan Auch       | 500 m (v)  | Zilver    | 39,61 (+0,36)    |
| Susan Auch       | 1000 m (v) | 8e        | 1.20,72 (+1,98)  |
| Linda Johnson    | 500 m (v)  | 26e       | 41,42 (+2,17)    |
| Catriona LeMay   | 500 m (v)  | 33e       | 59,75 (+20,50)   |
| Catriona LeMay   | 1000 m (v) | 19e       | 1.21,98 (+3,24)  |
| Catriona LeMay   | 1500 m (v) | 17e       | 2.07,19 (+5,00)  |
| Ingrid Liepa     | 1000 m (v) | 28e       | 1.23,19 (+4,45)  |
| Ingrid Liepa     | 1500 m (v) | 28e       | 2.09,97 (+7,78)  |
| Ingrid Liepa     | 3000 m (v) | 14e       | 4.28,28 (+10,85) |
| Ingrid Liepa     | 5000 m (v) | 16e       | 7.49,39 (+35,02) |
| Michelle Morton  | 500 m (v)  | 16e       | 40,71 (+1,46)    |
| Michelle Morton  | 1000 m (v) | 33e       | 1.24,41 (+5,67)  |
| Michelle Morton  | 1500 m (v) | 24e       | 2.08,53 (+6,34)  |

### Shorttrack
| Olympiër                                                           | Discipline           | Resultaat | Prestatie                                                                             |
| ------------------------------------------------------------------ | -------------------- | --------- | ------------------------------------------------------------------------------------- |
| Frédéric Blackburn                                                 | 500 m (m)            | 5e        | B-finale: 44,97, hf 1 (3e): 44,40, kf 4 (1e): 45,20, vr 6 (2e): 44,38                 |
| Frédéric Blackburn                                                 | 1000 m (m)           | 8e        | B-finale: diskwalificatie, hf 2 (3e): 1.41,71, kf 3 (1e): 1.30,83, vr 5 (1e): 1.32,11 |
| Derrick Campbell                                                   | 500 m (m)            | 11e       | dnq, kf 2 (4e): 1.20,27, vr 3 (1e): 44,72                                             |
| Derrick Campbell                                                   | 1000 m (m)           | 6e        | Finale: niet gefinisht, hf 2 (2e): 1.36,12, kf 1 (2e): 1.31,82, vr 7 (1e): 1.33,00    |
| Marc Gagnon                                                        | 500 m (m)            | 4e        | Finale: 52,74, hf 2 (1e): 44,08, kf 1 (1e): 43,84, vr 2 (1e): 44,69                   |
| Marc Gagnon                                                        | 1000 m (m)           | Brons     | B-finale: 1.33,03, hf 1 (4e): 2.16,27, kf 4 (1e): 1.31,93, vr 1 (1e): 1.32,52         |
| Frédéric Blackburn Derrick Campbell Marc Gagnon Stephen Gough      | 5000 m aflossing (m) | 4e        | Finale: 7.20,40, hf 2 (1e): 7.13,76                                                   |
|                                                                    |                      |           |                                                                                       |
| Isabelle Charest                                                   | 500 m (v)            | 7e        | dnq, hf 2: diskwalificatie, kf 1 (1e): 47,25, vr 4 (1e): 46,92                        |
| Isabelle Charest                                                   | 1000 m (v)           | 6e        | B-finale: 1.37,49, hf 1 (3e): 1.37,89, kf 2 (1e): 1.40,29, vr 2 (1e): 1.39,55         |
| Sylvie Daigle                                                      | 500 m (v)            | 10e       | dnq, kf 4 (3e): 55,59, vr 3 (1e): 46,98                                               |
| Sylvie Daigle                                                      | 1000 m (v)           | 7e        | dnq, hf 2: diskwalificatie, kf 4 (1e): 1.38,82, vr 1 (1e): 1.41,88                    |
| Nathalie Lambert                                                   | 500 m (v)            | 14e       | dnq, kf 3 (4e): 1.05,45, vr 1 (2e): 47,38                                             |
| Nathalie Lambert                                                   | 1000 m (v)           | Zilver    | Finale: 1.36,97, hf 2 (1e): 1.38,82, kf 1 (1e): 1.38,75, vr 8 (1e): 1.40,45           |
| Christine Boudrias Isabelle Charest Sylvie Daigle Nathalie Lambert | 3000 m aflossing (v) | Zilver    | Finale: 4.32,04, hf 1 (1e): 4.26,94                                                   |

### IJshockey
| Olympiër | Discipline | Resultaat | Prestatie |
| --- | ---------- | --------- | --- |
| Corey Hirsch Adrian Aucoin Derek Mayer Brad Werenka Ken Lovsin Todd Hlushko Fabian Joseph Paul Kariya Dwayne Norris Greg Johnson Brian Savage Wally Schreiber Todd Warriner Greg Parks Mark Astley Jean-Yves Roy Chris Kontos David Harlock Chris Therien Brad Schlegel Petr Nedved | mannen     | Zilver    | Voorronde groep B: 7- 2 Canada - Italië 3- 1 Canada - Frankrijk 3- 3 Canada - Verenigde Staten 1- 3 Canada - Slowakije 3- 2 Canada - Zweden Kwartfinale: 3- 2 Canada - Tsjechië Halve finale: 5- 3 Canada - Finland Finale: 2- 3 Canada - Zweden |

Amerikaanse Maagdeneilanden · Amerikaans-Samoa · Andorra · Argentinië · Armenië · Australië · België · Bermuda · Bosnië en Herzegovina · Brazilië · Bulgarije · Canada · Chili · China · Chinees Taipei · Cyprus · Denemarken · Duitsland · Estland · Fiji · Finland · Frankrijk · Georgië · Griekenland · Groot-Brittannië · Hongarije · IJsland · Israël · Italië · Jamaica · Japan · Kazachstan · Kirgizië · Kroatië · Letland · Liechtenstein · Litouwen · Luxemburg · Mexico · Moldavië · Monaco · Mongolië · Nederland · Nieuw-Zeeland · Noorwegen · Oekraïne · Oezbekistan · Oostenrijk · Polen · Portugal · Puerto Rico · Roemenië · Rusland · San Marino · Senegal · Slovenië · Slowakije · Spanje · Trinidad en Tobago · Tsjechië · Turkije · Verenigde Staten · Wit-Rusland · Zuid-Afrika · Zuid-Korea · Zweden · Zwitserland